# Das Vierte
Das Vierte è stato un canale televisivo privato tematico tedesco fondato il 29 settembre 2005; è stato disponibile solo via satellite e via cavo.

## Storia
Das Vierte è stato fondato il 29 settembre 2005 ed ha iniziato a trasmettere sul satellite Astra e anche via cavo, coprendo così l'80% delle famiglie tedesche.
Fino al 2008 questo canale televisivo era di proprietà della NBC Europe, che ne possedeva l'80%, e della Vivendi Universal, che ne possedeva il restante 20%; nel febbraio 2008 Das Vierte venne acquistato dalla Mini Movie International, appartenente all'imprenditore russo Dimitri Lesnewski, che già possedeva un canale televisivo in Russia, Ren TV.
Das Vierte cessò le proprie trasmissioni il 31 dicembre 2013. 

## Programmazione
La mattina trasmetteva i programmi della CNBC Europe. Durante il giorno trasmetteva i programmi di AstroTV, un canale televisivo dedicato alla cartomanzia. La sera trasmetteva film e sitcom e la notte programmi erotici.